# Oleada de tornados en Estados Unidos del 3 de marzo de 2019
La oleada de tornados en Estados Unidos del 3 de marzo de 2019 afectó a los estados de Alabama, Florida, Georgia y Carolina del Sur en los Estados Unidos. Los tornados causaron 23 muertes, muchos heridos y daños severos; además, dejaron sin servicio de electricidad a más de 10.000 personas aproximadamente.

## Sinopsis meteorológica.(copiar hasta la sexta linea)
El 28 de febrero, el Storm Prediction Center (en español: Centro de Predicción de Tormentas) (SPC) emitió en un solo día cuatro riesgos de tormentas eléctricas severas en una amplia región del sureste de los Estados Unidos, el cual se extiende desde el norte de Louisiana hasta el noroeste de Georgia. Al día siguiente se informó de un nuevo riesgo leve, mientras que un riesgo de mayor consideración se ubicó entre en partes del sudeste de Alabama y el sudoeste de Georgia el 2 de marzo, lugar donde la amenaza de tornados, algunos potencialmente fuertes, aparecen con mayor probabilidad.
El pronóstico del clima para el 3 de marzo fue alentador para esa mañana debido a que un ciclón de nivel medio en la corriente en chorro del norte se dirigió hacia el este, sobre el norte de Ontario y la Bahía James.  Una serie de vaguadas de onda corta rotaron el semicírculo sur de este sistema de baja presión, con una onda corta especialmente bien definida que avanzaba desde la zona sur central de los Estados Unidos hacia el este a través de las montañas de los Apalaches y hacia el Océano Atlántico. Esta característica llevó a la formación de una superficie baja sobre el norte de Misisipi y Alabama, ayudando en el transporte hacia el norte de humedad rica y profunda que se originó en el Golfo de México. Los fuertes vientos del suroeste de baja intensidad, junto con un fuerte forzamiento para ascender por un frente frío que se arrastraba, llevaron a la formación de una línea de turbonada que se extendía desde las Carolinas hasta el Mango de Florida. Por delante de esta línea, la combinación de Energía Convectiva Disponible de nivel medio de 500–1,200   J / kg, un chorro de bajo nivel de 50-70   kt, y una helicidad efectiva relativa a la tormenta de 250–400   J / kg representó una atmósfera altamente inestable. La falta de fuerte inhibición convectiva, junto con un forzamiento débil, favoreció la formación de numerosas tormentas eléctricas supercelulares discretas en el Mango de Florida, el sureste de Alabama, gran parte del centro de Georgia y en Carolina del Sur.  A lo largo de la tarde, varios tornados dañinos y de larga trayectoria se detuvieron antes de que la actividad disminuyera con la progresión hacia el este durante la noche. *
*casi un noche y parte de la madrugada

## Damnificados
Veintitrés muertes se produjeron como resultado de un solo tornado, que afectó el Condado de Lee, Alabama. Al menos dos de las muertes ocurrieron cerca de la ciudad de Beauregard en Alabama.  Cuatro de los muertos eran niños. 10 de las víctimas eran de una sola familia. Se recibieron 60 pacientes en el East Alabama Medical Center; sin embargo, solo cuatro permanecieron hospitalizados para el 4 de marzo. Muchas personas inicialmente fueron reportadas como desaparecidas. Los drones con dispositivos de búsqueda de calor se utilizaron en el esfuerzo de búsqueda de sobrevivientes, mientras que los equipos de tierra tuvieron que esperar a la luz de la mañana del 4 de marzo.

## Daños
Un sheriff del condado de Lee describió el daño como catastrófico. Más de 10.000 personas se quedaron sin electricidad. Un tornado en el condado de Walton, Florida, derribó árboles en una carretera, deteniendo el tráfico. Al menos una torre de telefonía celular fue derribada. Muchas casas y negocios fueron destruidos en el Cairo, Georgia. El alcance completo de los daños es desconocido. Los funcionarios federales estimaron que alrededor de 1.120 casas fueron afectadas o destruidas.

### Beauregard, Alabama – Talbotton, Georgia tornado

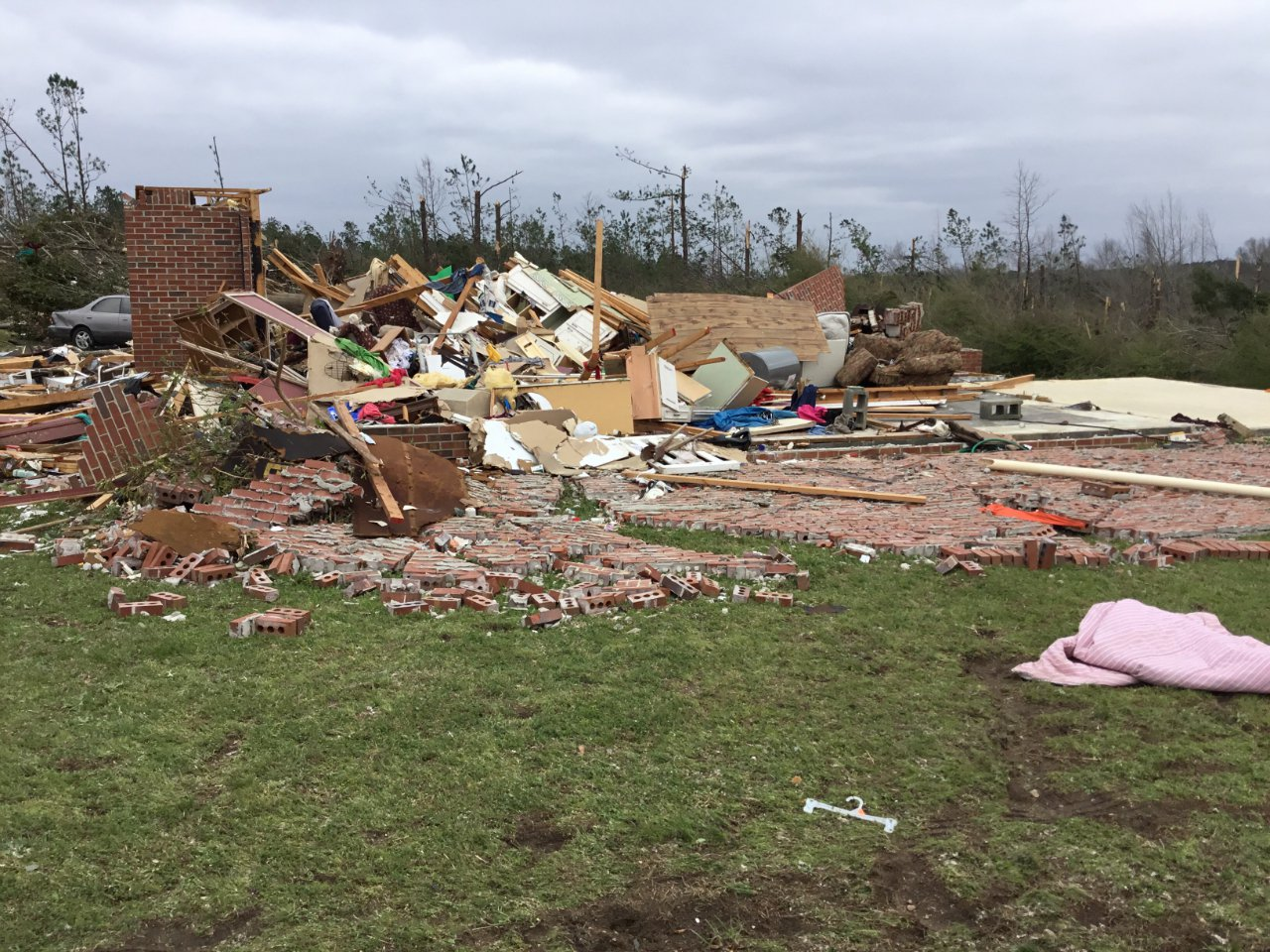
Una de al menos tres residencias unifamiliares que recibieron daños EF4 en el condado de Lee, Alabama

Un gran tornado en cuña, de largo recorrido y violento, devastó la pequeña comunidad de Beauregard, donde numerosas casas prefabricadas fueron eliminadas por completo con escombros esparcidos en todas direcciones.  Una enorme franja de árboles fue cortada y descortezada, y unas pocas casas de ladrillo bien construidas fueron arrasadas por completo con montones de escombros dejados atrás.  Los vehículos se levantaron por el aire y se destrozaron más allá del reconocimiento, se derribó una torre de telefonía celular en el suelo y se encontró un cartel de cartelera que se originó cerca de la estación Smiths aproximadamente a 20 mi (32,2 km) distancia en Georgia, cerca de Hamilton. El tornado se debilitó a la fuerza EF3 cuando cruzó a Georgia, donde golpeó la ciudad de Talbotton antes de disiparse. Numerosas casas y casas prefabricadas fueron destruidas en Talbotton, incluyendo unas pocas casas con armazón mal ancladas que fueron arrazadas. Numerosas personas resultaron heridas, algunas de gravedad. Las encuestas de daños todavía están en curso. Al menos 90 personas resultaron heridas. Este fue el primer tornado violento (EF4 o EF5) en los Estados Unidos desde el 29 de abril de 2017 y el más mortal desde el tornado de Moore en 2013.